# Dăbâca (gmina)
Dăbâca – (/Dəbɨka/) gmina w Rumunii, w okręgu Kluż. Obejmuje miejscowości Dăbâca, Luna de Jos i Pâglișa. W 2011 roku liczyła 1543 mieszkańców.